# Teofil Simionovici
Teofil Simionovici (n. 7 iulie 1864, Căbești, Cernăuți, Cernăuți, Ucraina – d. 1 iunie 1935, Cernăuți, România) a fost un jurist și politician român.

## Biografie
S-a născut în 1864 în Bucovina la Căbești, azi în Ucraina. A absolvit facultatea de drept din cadrul Universității din Cernăuți. În perioada studenției a fost membru al societății Junimea. A lucrat apoi la tribunalul din Cernăuți.
A fost membru al Consiliului Imperial (în perioada 1907-1918), precum și în Dieta Bucovinei. Datorită demersurilor sale, în 1912, la Universitatea din Cernăuți a fost înființată catedra pentru istoria românilor. 
După Unirea Bucovinei cu România, a fost primar al Cernăuților în perioada 1919-1920, apoi deputat și senator în Parlamentul României, ajungând chiar și vicepreședinte al ambelor camere.
A decedat în 1935, la Cernăuți. 